# Vladimir Ljvovitsj Boertsev

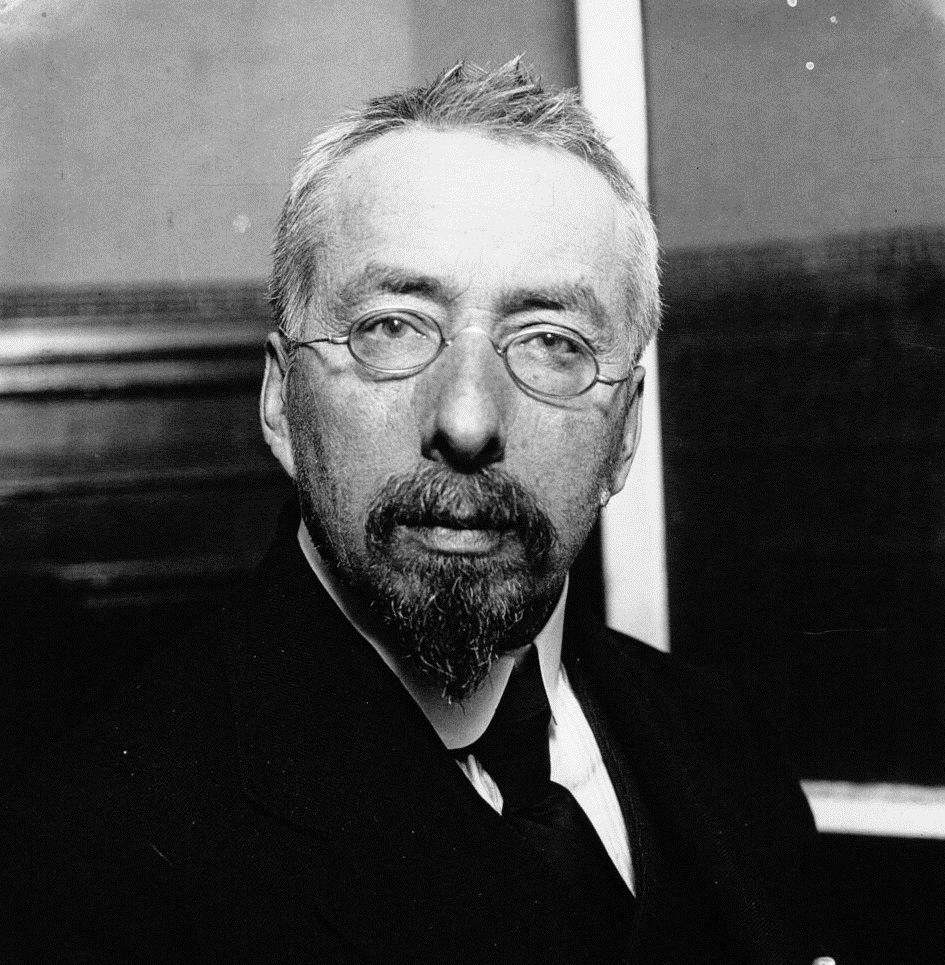
Vladimir Boertsev

Vladimir Ljvovitsj Boertsev (Russisch: Владимир Львович Бурцев) (Fort Alexandrovski, 17 november 1862 - Parijs, 21 augustus 1942) was een Russisch revolutionair, hoofdredacteur en uitgever, bestrijder van het tsarisme en nadien van het bolsjevisme en later van het fascisme en het nazisme.  

## Levensloop

### Jeugd (1862-1886)
Hij werd geboren in het generaal-gouvernement Turkestan, aan de boorden van de Kaspische Zee, als zoon van een officier en bracht zijn jeugd door bij zijn oom, een rijke koopman in Birsk. 
Hij studeerde aan de Universiteit van Sint-Petersburg, faculteit fysica en wiskunde. Hij sympathiseerde er met de Revolutionaire Socialistische Partij, die zich de opvolger noemde van Narodnaja Volja (Wil van het Volk), de terroristische groep die verdween tijdens de repressie na de moord op tsaar Alexander II van Rusland in maart 1881. 
Hij was een klaskameraad van Abraham Heckkelman, later beter gekend als Arkadi Michailovitsj Harting. Harting was van toen al agent van de tsaristische Ochrana en wanneer hierover geruchten rondgingen, verdedigde Boertsev zijn vriend, die volgens hem een idealistische revolutionair was. Hij volhardde hierin, ook nadat hij, samen met andere leden, door de Ochrana was gearresteerd.  
In 1882 werd Boertsev uit de universiteit gestoten, vanwege zijn deelname aan studentenrevoltes. Hij vervolgde zijn studies aan de universiteit van Kazan, waar hij in 1885 opnieuw werd gearresteerd op verdenking een geheime drukkerij te hebben georganiseerd voor het drukken van revolutionaire pamfletten. Zonder proces werd hij twee jaar opgesloten in de Petrus-en-Paulusvesting in Sint-Petersburg en vervolgens in Irkoetsk (Oost-Siberië). Hij slaagde er in te ontsnappen en naar Zwitserland te vluchten.

### Ballingschap (1888-1914)
In 1888 kwam hij aan in Genève en het jaar daarop stichtte hij, met een paar kompanen, een krant genaamd Svobodnaja Rossija (Vrij Rusland), die geleid werd door Sergej Stepnjak-Kravtsjinski. Het kende slechts drie nummers. 
In 1890 had hij contact in Parijs met zijn vroegere vriend Arkadi Harting, die er een fabriekje oprichtte om bommen te fabriceren, die moesten dienen om tsaar Alexander III van Rusland te vermoorden, maar waarop hij de medewerkers aan dit plan als terroristen aan de Franse overheid aangeklaagde. 
Vanuit Genève vertrok Boertsev naar Constantinopel maar daar werd hij gezocht door de politie van de tsaar en hij vertrok naar Londen. 
In 1897 publiceerde hij in Londen een boek in twee delen onder de titel Za sto let (1800-1896) (Voor Honderd jaar (1800-1896)), de geschiedenis van de Russische revolutionaire bewegingen.
In 1898 werd hij door de Britse politie gearresteerd omdat hij in Narodnaja Volja aanbevolen had tsaar Nicolaas II van Rusland te vermoorden. Hij werd tot achttien maanden gevangenis veroordeeld. Hij vertrok weer naar Zwitserland, waar hij verder bleef publiceren, maar in 1903 werd uitgewezen en in 1908 permanent inreisverbod kreeg opgelegd.
In 1903 vestigde hij zich in Parijs. In 1905 verbleef hij korte tijd illegaal in Rusland naar aanleiding van de toen ontstane revolutie.  Hij stichtte er een krant onder de naam Былое (Het Verleden). Terug in Parijs publiceerde hij vanaf 1907 het tijdschrift Общее дело (De Gemene Zaak) en een buitenlandse editie  van Былое (Het Verleden).
In de jaren 1908-1909 werd hij zeer bekend, omdat hij de namen ontdekte en bekend maakte van tsaristische provocateurs zoals Jevno Azev, Roman Malinovski en zijn vroegere vriend die zijn vijand was geworden, Arkadi Harting. Hij kreeg hierdoor beroemdheid onder de naam van de Sherlock Holmes van de Revolutie. Zijn publicaties, onder meer in Le Matin en l'Humanité, brachten er Clemenceau toe de uitdrijving van de Russische politie uit Frankrijk te eisen.
In de jaren 1911-1914 publiceerde hij in Parijs, zonder groot succes, de krant Boedoesjtsje (De Toekomst).

### Eerste Wereldoorlog en Sovjetrevolutie (1914-1921)
Bij het begin van de Eerste Wereldoorlog steunde Boertsev de stelling van de tsaar en zijn regering dat oorlog tegen Duitsland moest worden gevoerd, daar waar de leninisten-bolsjevieken tegen de oorlog waren. Hij kondigde in de pers aan dat hij naar Rusland terugkeerde, maar hij werd aan de Finse grens gearresteerd. In januari 1915 werd hij in Sint-Petersburg veroordeeld voor zijn vooroorlogse geschriften. 
Dankzij een tussenkomst van de Franse regering verkreeg hij amnestie en woonde voortaan in een hotelkamer in Sint-Petersburg, en hield er zich bezig met het bestuderen van literaire werken die hij in de openbare bibliotheken aantrof.
Na de Februarirevolutie van 1917 publiceerde hij artikels, betoelaagd door de voorlopige regering, gericht tegen de laatste agenten van de Ochrana. Na de Julirevolutie ging hij fel te keer tegen Vladimir Lenin en de bolsjewieken, die hij beschuldigde agenten van de Duitsers te zijn. Hij stelde de lijst op van de twaalf meest schadelijke bolsjewieken, Lenin, Leon Trotski, Lev Kamenev, Grigori Zinovjev, Aleksandra Kollontaj, Joeri Steklov, David Rjazanov, Mieczysław Kozłowski, Anatoli Loenatsjarski, Semjon Rosjal, Christian Rakovski en zelfs Maksim Gorki. 
Hij publiceerde ook de lijst van 195 migranten die met de hulp van de Duitsers in Rusland waren teruggekeerd en die volgens hem Duitse agenten waren.
In oktober 1917 bleef hij nog de enige die zich in de kranten tegen de bolsjewistische revolutie keerde. In de nacht van 26 oktober 1917 werd hij gearresteerd op bevel van Trotski en opnieuw in de Petrus-en-Paulusvesting opgesloten. 
Ondanks hun meningsverschillen, pleitte Gorki voor zijn vrijlating en in februari 1918 werd hij vrijgelaten en  verliet de Sovjet-Unie.

### Tot aan zijn dood (1921-1942)
De rest van zijn leven bracht hij door in Finland, in Zweden en in Frankrijk. Hij spande zich in, zonder succes, om alle anti-bolsjewistische groepen te doen samenwerken.
In 1921 stichtte hij, samen met graaf Vladimir Kokovtsov, het Nationaal russisch monarchistisch comité en werd er vicevoorzitter van. Hij leidde ook de Confrérie van de Russische Waarheid, met zetel in Parijs.
Vanaf 1930 kwam hij op tegen het fascisme en tegen het antisemitisme. In die periode schreef hij ook een biografie gewijd aan Aleksandr Poesjkin.
In 1934-1935 was hij getuige op het proces, in Bern gehouden, waarbij de fraude werd aan de kaak gesteld die vanwege de Ochrana had bestaan door de publicatie van de Protocollen van de wijzen van Sion. Hij publiceerde er vervolgens een boek over.
Boertsev stierf in armoede, aan de gevolgen van een bloedinfectie. Hij is begraven in het Russisch kerkhof van Sainte-Geneviève-des-Bois (Essonne).

## Publicatie
- Les Protocoles des Sages de Sion: une forgerie éprouvée, Parijs, 1938.